# Alergije tipa I

## Alergije
Svaka životna era čovječanstva sa sobom donosi određene bolesti. Jedna od najrasprostranjenijih bolesti modernog doba svakako su alergijejer veliki broj ljudi u svijetu pati od nekog tipa alergije. Alergija nastaje kada naš imunološki sustav negativno reagira na neku supstancu i inače neškodljiv vanjski čimbenik prepozna kao potencijalnu opasnost. U tom slučaju čimbenik koji pokreće reakciju obrambenog sustava naziva se alergen. Nakon obrade informacije o alergenu dolazi do stvaranja posebnih obrambenih molekula koje se nazivaju imunoglobulin E (IgE). Osoba tada postaje osjetljiva na određeni alergen ali odmah ne pokazuje znakove alergijske reakcije. Nakon ponovnog kontakta s alergenom javlja se više ili jedan od negativnih simptoma alergijske reakcije.

## Podjela alergija po tipovima
Prema Gellovoj i Coombsovoj klasifikaciji alergije se mogu podijeliti u 4 osnovna tipa (tip I, tip II, tip III i tip IV).

### Alergije tipa I
Reakcije su uvjetovane stvaranjem molekule imunoglobulina.Antigen se spaja na imunoglobulin i pri tome se oslobađaju ranije formirani medijatori te dolazi do sinteze drugih medijatora. Reakcija tipa I je osnovna reakcija kod atopijskih bolesti i alergije na hranu. 

### Alergije tipa II
Reakcije su rezultat vezanja protutijela na stanične ili tkivne antigene. U bolesti kojima u osnovi leži reakcija tipa II spadaju hiperakutno odbacivanje transplantata, Coombsova pozitivna hemolitična anemija, Hashimotov tireoiditis i Goodpastureov sindrom.

### Alergije tipa III
Reakcije uzrokuju akutnu upalu. Reakciju tipa III nalazimo kod serumske bolesti, SLE, RA, leukocitoklastičnog vaskulitisa, krioglobulinemije, hipersenzitivnog pneumonitisa, bronhopulmonalne aspergiloze i nekoliko tipova glomerulonefritisa.

### Alergije tip IV
U bolesti kojima je u osnovi reakcija tipa IV ubrajamo kontaktni dermatitis (npr. otrovni bršljan), hipersenzitivni pneumonitis, odbacivanje alotransplantata, tuberkulozu te mnoge oblike preosjetljivosti na lijekove.

## Alergije tipa I
Iako se alergije u društvu često ne doživljavaju kao bolest svatko tko se s njom ikada susreo reći će kako s alergijama ponekad nije lako živjeti. Uistinu je tako jer negativni simptomi alergijske reakcije mogu utjecati na kvalitetu životu i obavljanje svakodnevnih zadaća. Najrašireniji tip alergije u suvremenom svijetu svakako su alergije tipa I koje uzrokuju alergeni koji se prenose zrakom i negativno djeluju na respiratorni trakt i oči. Čim pelud uđe u 
organizam, javljaju se neželjeni simptomi kao što su suze i svrbež očiju, kihanje i šmrcanje.
Dosad se vjerovalo kako pelud ulazi u tijelo jedino udisanjem kroz sluznicu. Međutim, sada znamo kako pelud također može prodrijeti u organizam i kroz kožu te uvjetovati jednako snažne simptome alergijske reakcije. To je osobito slučaj kod oslabljene i narušene barijere kože gdje alergeni kroz folikule dlake ulaze u dublje slojeve kože i utječu na stanice koje imaju imunološku ulogu. Onda govorimo o alergija tip I uglavnom je riječ o reakcijama na: 
1. pelud
2. životinjsku dlaku
3. kućne grinje
4. prašinu

## Peludna groznica
Peludna groznica, koja se naziva i alergijski rinitis je upala sluznice nosa.Često se miješa s prehladom zbog sličnih simptoma: curenje iz nosa, svrbež očiju, kihanje i bolne sinuse. No, za razliku od prehlade, peludna groznica nije uzrokovana virusom već alergijskom reakcijom alergena kao što je pelud. Ako curenje iz nosa potraje duže najbolje je potražiti liječničku pomoć jer vjerojatno nije u pitanju bezazlena prehlada već alergijska reakcija. 
Glavni razlog povećanja broja pacijenata alergičnih na pelud su klimatske promjene koje su utjecale na peludni kalendar koji je svake godine sve duži.Onečišćen zrak i zagađivači poput ozona čine pelud još agresivnijom što povećava intenzitet alergijskih simptoma. Peludna zrnca u urbanim sredinama imaju znatno veći alergijski potencijal nego što je to u ruralnim područjima. Danas peludna sezona traje oko deset do dvanaest dana duže nego što je to bilo prije 30 godina. Peludna sezona za breze i jasen započinje oko 2 - 3 tjedna ranije nego prije 20 godina, dok peludna sezona trava skoro 10 dana ranije. 

## Uzroci peludne groznice
Imunološki sustav pogrešno identificira inače bezazlenu tvar u zraku kao nešto štetno i počinje proizvoditi antitijela na tu bezopasnu tvar. U tom trenutko još ne primjećuje simptome alergijske reakcije. Sljedeći put kada organizam dođe u kontakt s tom bezazlenom tvari antitijela ju prepoznaju te signaliziraju imunološki sustav da otpušta kemikalije u krvotok. Tada imunološki sustav izaziva reakciju koja dovodi do simptoma peludne groznice. 
Najčešći okidači sezonskog peludne groznice su pelud stabala, trava i ambrozije. Okidači za cjelogodišnju peludnu groznicu su grinje i dlake kućnih ljubimaca.

## Simptomi peludne groznice
Negativni simptomi peludne groznice najčešće se pojave odmah po izlaganju organizma određenom alergenu koji uzrokuje alergiju. Najčešći simptomi kod alergija tipa I su:  curenje nosa, svrbež nosa, bolni sinusi, kihanje, suzne oči te svrbež očiju.
Intenzitet ovih negativnih simptoma ovisi i o dobu godine. Većina bolesnika ima simptome tijekom cijele godine, a njihova jačina ovisi o određenom godišnjem dobu.
Peludna groznica najčešće se razvija kod male djece i u ranoj odrasloj dobi. Suvremeni način života i sve onečišćeniji zrak utječu na velik broj novih pacijenata koji se prvi put susreću s bolesti u starijoj životnoj dobi.

## Kako dijagnosticirati peludnu groznicu?
Iako se često miješa s prehladom, peludnu groznicu nije teško dijagnosticirati jer su simptomi specifični i često dugotrajni. Međutim, nešto teže je dijagnosticirati točan alergen koji izaziva alergijsku reakciju. Dijagnoza se najčešće utvrđuje analizom ukupnih i specifičnih antitijela, analizom imunoglobulina E (IgE) iz krvi i testiranjem na alergene.

## Liječenje peludne groznice
Posavjetujte se s liječnikom o preparatima koji će obnoviti vašu kožnu barijeru i spriječiti ulazak alergena2. Najbolje liječenje peludne groznice jest izbjegavanje alergena koji uzrokuju alergijsku reakciju. Naravno, to nije uvijek moguće. Ako ste u nemogućnosti izbjeći alergene, a ne želite uzimati agresivne lijekove spriječiti ulazak alergene u organizam odgovarajućom njegom za kožu koja će osnažiti vašu kožnu barijeru2. In vitro istraživanje, provedeno u uvjetima izvan normalnog biološkog okruženja pokazalo je kako koža koja je njegovana odgovarajućim proizvodima za zaštitu njene barijere propušta značajno manje peludi.1

### Lijekovi koji se najčešće koristi pri liječenju peludne groznice
1. Kortikosterodi – koristi se u skoro svim granama medicine pa tako i kod alergijskih reakcija. Mogu doći u obliku spreja koji se koristi za nos ili u obliku tablete za oralnu upotrebu. Iako djeluju brzo i učinkovito pripisuju se samo kod ublažavanja težih simptoma i na kraći vremenski period jer mogu uzrokovati ozbiljne nuspojave.
2. Antihistaminici – obično dolaze u obliku tableta i potrebno ih je uzeti nekoliko tjedana prije početka sezone alergija kako bi u potpunosti djelovali. Većina antihistaminika ima sedativne nuspojave koje mogu negativnu utjecati na obavljanje dnevnih zadaća.
3. Imunoterapija- prima se u obliku injekcije u kojoj se nalazi mala količina alergena na koji organizam reagira simptomima alergijske reakcije. Cilj imunoterapije je da tijelo samo postane imune i navikne se na određeni alergen kako bi se smanjila potreba za lijekovima.
Želite li smanjiti simptome alergijske reakcije i tako izbjeći uzimanje lijekova obratite pažnju na svoju kožu jer oslabljena kožna barijera propust će alergene, koji će kroz folikulu dlake ući u organizam. Njegujte kožu specijaliziranim preparatima koji će obnoviti optimalnu pH vrijednost kože i ojačati njezine prirodne obrambene mehanizme, čineći je otpornijom na okolišne okidače i smanjujući njezinu osjetljivost2. 

## Savjeti za jednostavniji svakodnevni život s peludnom groznicom tipa I
Živjeti s alergijom često nije lako ali uz ove jednostavne savjete možete sebi i bližnjima olakšati život:
1. Spriječit ćete ulazak alergena u kožu stvorite li zdravu i čvrstu barijeru. Koristite proizvode za njegu kože koji će svojom enzimskom zaštitom aktivirati prirodne mehanizme kože i učiniti je otpornijom2.
2. Redovito mijenjate posteljinu na kojoj spavate jer tijekom dana zrak ulazi u stambeni prostor te sa sobom unosi zrnca peludi i ostale alergene koji će sprječiti miran san i potaknuti alergijsku reakciju.
3. Uklonite sve predmete za koje se prihvaća pelud, poput tepiha i zavjesa, a odjeću ostavljajte izvan sobe u kojoj spavate.
4. Iako je za alergičare brisanje uvijek bolja opcija odlučite li se za usisivač kupite onaj s HEPA filterom.
5. Boravak u prirodi premjestite u vrijeme u kojem je manja koncentracija peludi u zraku. Najjača koncentracija peludi u gradovima je navečer, između 18 i 24 sata, a na selu ujutro između 5 i 8 sati.
6. U filter za zrak svog automobila dajte ugraditi filter za pelud.
7. Nastojte smanjiti provjetravanje prostora u kojem boravite.
8. Ako je moguće, provedite svoj odmor na moru ili u planinama na visini većoj od 1500 m jer ondje u zraku ima izrazito manje peludi.
9. Zaboravite na cvijeće. Buketi su lijepi ali sa sobom donose previše peludi u vaš stan.
10. Ostavite pelud izvan stana: zaštitna mrežica na prozoru spriječit će ulazak peludi.
11. Prije odlaska na spavanje uklonite iz sobe nošenu odjeću jer bi mogla ispuštati nakupljenu pelud tijekom noći.
12. Kako bi sa sebe isprali čestice peluda prije spavanja operite kosu i otuširajte se specijaliziranim preparatom za kožu sklonu alergijama.3,4

## Vanjske poveznice
1. Naučite kako se nositi s alergijama: Aktivirajte prirodne obrambene mehanizme kože i smanjite utjecaj alergena na organizam  Arhivirana inačica izvorne stranice od 28. srpnja 2018. (Wayback Machine)
2. Razumjeti kožu: Čimbenici koji utječu na kožu
3. Uz pravilnu njegu zaboravite na alergije  Arhivirana inačica izvorne stranice od 28. srpnja 2018. (Wayback Machine)
4. Studija dokazuje: Odgovarajuća njega smanjuje simptome alergije na pelud
5. Zaštita kože u slučaju peludne alergije: Unatoč alergije, uživajte u proljeću